# (6071) Sakitama
(6071) Sakitama és un asteroide que pertany al cinturó d'asteroides, regió del sistema solar que es troba entre les òrbites de Mart i Júpiter, descobert el 4 de gener de 1992 per Tsutomu Hioki i el també astrònom Shuji Hayakawa des de l'Okutama Observatory, Japó.
Designat provisionalment com 1992 AS1. Va ser anomenat Sakitamaen en homenatge a Sakitama, una regió de la ciutat de Gyoda i de la qual pren el seu nom la prefectura de Saitama, coneguda pels seus túmuls funeraris, construïts amb argila i roques entre els segles IV i VII.
Sakitama està situat a una distància mitjana del Sol de 2,707 ua, i pott allunyar-se fins a 3,007 ua i acostar-se fins a 2,406 ua. La seva excentricitat és 0,110 i la inclinació orbital 11,73 graus. Empra 1.626,93 dies a completar una òrbita al voltant del Sol.
La magnitud absoluta de Sakitama és 12,1. Té 9,586 km de diàmetre i la seua albedo s'estima en 0,306. Està assignat al tipus espectral S segons la classificació SMASSII.